# Convención O'Reilly de código abierto

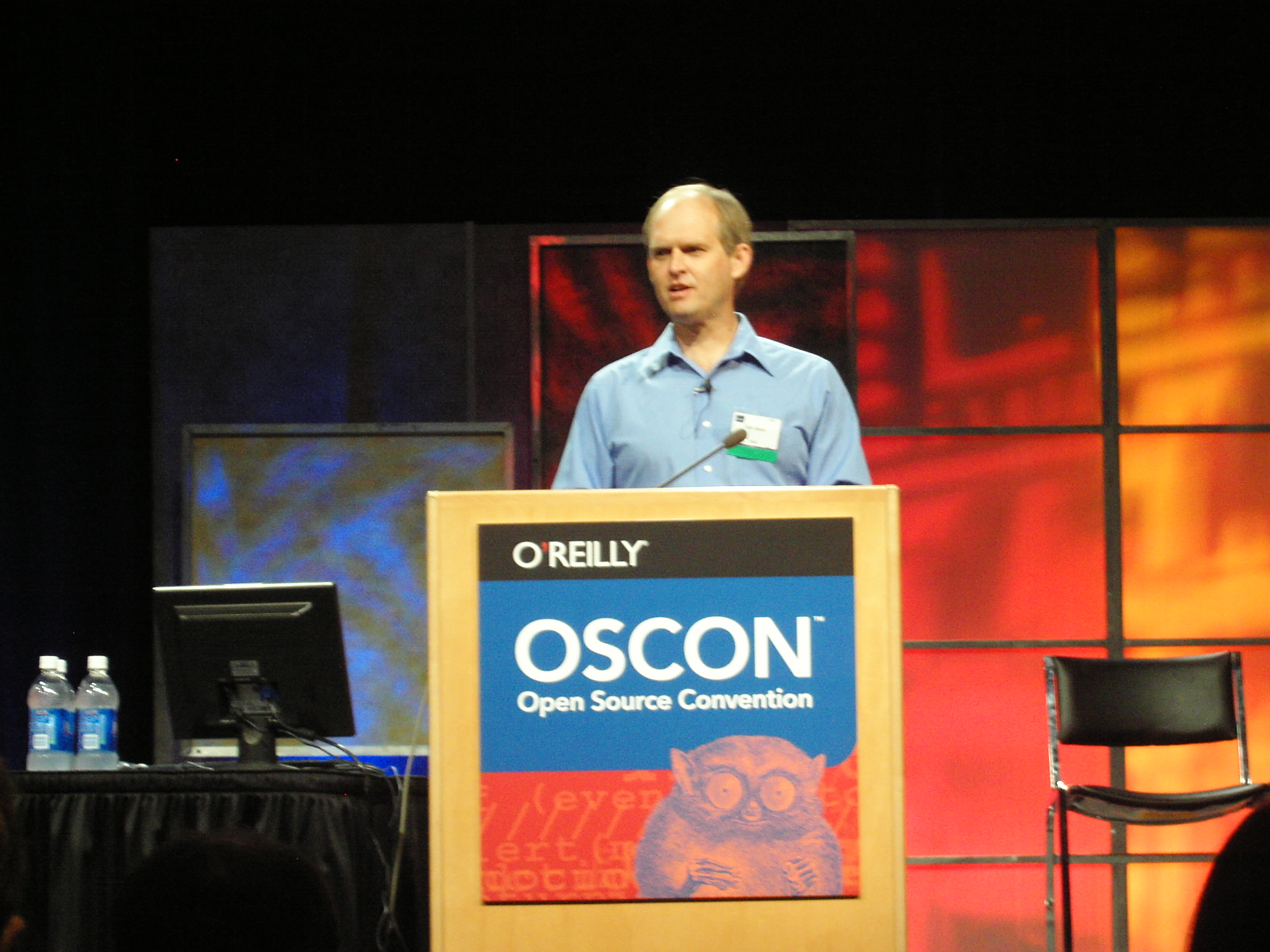
Robin Hanson en OSCON 2007

La Convención de Código abierto de O'Reilly (OSCON) es una convención anual para la discusión de software de código abierto. Está organizado por los editores O'Reilly Media y tiene lugar cada verano en los Estados Unidos.

## Historia
El primer OSCON tuvo lugar en 1999. La primera conferencia Perl tuvo lugar en 1997.
Acontecimientos notables
- OSCON Creció a partir de Conferencia Perl, pero la cantidad de contenido de Perl ha declinado continuamente cada año.
- El proyecto de código abierto  Openoffice.org se anunció en la conferencia del año 2000 en Monterey.[3]
- El proyecto de código abierto OpenStackes se lanzó en la conferencia del año 2010.[4]
- OSCON ha sido el anfitrión de las conferencias State of the Onion de Larry Wall.

## Diseño
Durante la semana en la que OSCON tiene lugar, hay talleres y presentaciones, la mayoría conducidas en salas de reuniones. Estas sesiones están principalmente centradas en el uso y desarrollo de software de código abierto actual y por aparecer, y hay normalmente unas cuantas sesiones dirigidas a la comunidad de código abierto propiamente dicha. En los últimos años, los temas principales han sido computación en la nube, informática distribuida, virtualización, la minimización del downtime, big data, y tecnologías de la información. Algunas sesiones están patrocinadas por empresas y son de acceso libre y abierto al público.
Durante la convención, OSCON organiza varias fiestas para los participantes. Muchas de estas están patrocinadas, algunas de ellas se realizan en las propias instalaciones de las compañías patrocinantes en la ciudad. En la expo OSCON, los vendedores y otras organizaciones exhiben sus últimas innovaciones, ofrecen clases cortas, regalan mercancía de promoción, y responden dudas sobre sus productos. Algunas de las compañías que ha tenido stands más grandes en estos años incluyen Linode, Rackspace, HP, Bluehost, y Microsoft.
Normalmente se instalan mesas fuera de las salas de reuniones donde los participantes puede descansar o trabajar. También hay una zona fuera de la Sala de Expo donde los participantes pueden beneficiarse de tender redes, socializar, o tomar un descanso. A lo largo del espacio de la entrada principal, hay normalmente un stand negro grande llamado «The Chalkboard» («La Pizarra»), donde los participantes puede utilizar tiza para garabatear logotipos, eslóganes, nombres e ideas.

## Sedes
| 2018 | Portland (Oregón)      | 16–19 de julio de 2018  |
| 2017 | Austin (Tejas)         | 8–11 de mayo de 2017    |
| 2016 | Austin (Tejas)         | 16–19 de mayo de 2016   |
| 2015 | Portland (Oregón)      | 20–24 de julio de 2015  |
| 2014 | Portland (Oregón)      | 20–24 de julio de 2014  |
| 2013 | Portland (Oregón)      | 22–26 de julio de 2013  |
| 2012 | Portland (Oregón)      | 16–20 de julio de 2012  |
| 2011 | Portland (Oregón)      | 25–29 de julio de 2011  |
| 2010 | Portland (Oregón)      | 19–23 de julio de 2010  |
| 2009 | San Jose (California)  | 20–24 de julio de 2009  |
| 2008 | Portland (Oregón)      | 21–25 de julio de 2008  |
| 2007 | Portland (Oregón)      | 23–27 de julio de 2007  |
| 2006 | Portland (Oregón)      | 24–28 de julio de 2006  |
| 2005 | Portland (Oregón)      | 1–5 de agosto de 2005   |
| 2004 | Portland (Oregón)      | 26–30 de julio de 2004  |
| 2003 | Portland (Oregón)      | 7–11 de julio de 2003   |
| 2002 | San Diego (California) | 22–26 de julio de 2002  |
| 2001 | San Diego (California) | 22–26 de julio de 2001  |
| 2000 | Monterey (California)  | 17–20 de julio de 2000  |
| 1999 | Monterey (California)  | 21–24 de agosto de 1999 |